# 龍燈

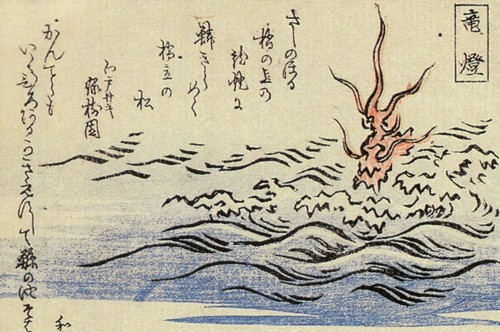
竜斎閑人正澄画『狂歌百物語』より「竜燈」

龍燈、龍灯、竜灯（りゅうとう）とは、日本各地に伝わる怪火。主に海中より出現するもので、海上に浮かんだ後に、いくつもの火が連なったり、海岸の木などに留まるとされる。

## 概要
主に龍神の住処といわれる海や河川の淵から現れる怪火であり、龍神の灯す火の意味で龍燈と呼ばれ、神聖視されている。

## 各地の例
- 広島県の厳島神社の例では、旧暦の元旦から1月6日頃まで、静かな夜に社前の海上に現れるというもので、最初に1個現れた火が次第に数を増して50個ほどになり、それらが集まってまた1個に戻り、明け方に消え去るという。厳島では夜に多くの人がこれを見物し、特に島の最高峰である弥山からよく見えたといい、「龍燈」の名は、厳島神社で祀られている厳島明神が海神であるために、海神の住居である龍宮にちなんで名づけられたともいう[1]。

- 磐城国（現・福島県）も出没地として知られている。磐城国の閼伽井岳山頂の寺から東を見ると、4里から5里（約16から20キロメートル）の彼方に海が見え、日暮れの頃、海上の高さ約1丈（約3メートル）の空中に提灯か花火の玉のような赤い怪火の出没する様子がよく見えるという。毎晩7、8個現れるが、必ず2個ずつ対になって現れ、1個目の龍燈が現れて3、4町（約327から436メートル）ほど宙を漂った後、2個目の龍燈が現れ、1個目の軌跡を沿って宙を漂うという[4]。

- 寛保時代の雑書『諸国里人談』では、他にも龍が寺に火を献じる例が紹介されている。周防国（現・山口県東南部）上庄熊野権現には大晦日に龍燈が現れるといい、丹後国（現・京都府北部）の天橋立には文殊堂に「龍灯の松」と呼ばれる一本松があり、毎月16日の夜中、沖から龍燈が飛来してこの松に神火を灯すという[2]。

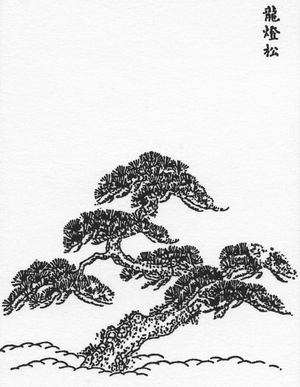
暁鐘成画『両国三十三所名所図会』に描かれた龍燈松。龍燈の灯った松の木を描いたものとされる

- 橘南谿による江戸時代の紀行文『東遊記』によれば、越中国（現・富山県）では中新川郡の眼目山（さっかさん）という寺（立山寺（りゅうせんじ）の事）で毎年7月13日の夜、立山の頂上と海中から龍燈が飛来して境内の松の梢に留まるが、立山から飛来するものを山燈、海上から飛来するものを龍燈と称すると記している[5]。その昔、道元の弟子の1人・大徹禅師がこの寺を開いた際、山の神と龍神が協力して神火を寺に献じることになったものといわれ[4]、南谿は山燈と龍燈とが一度に現れるのは全国的に極めて稀なものであるとの当時の評判を伝える[5]。

- 大阪では沖龍灯と呼ばれ、魚たちが龍を祀るために灯す火と言われている[3]。

- 新潟県佐渡島新穂村（現・佐渡市）の伝説では、根本寺の梅の木に毎晩のように龍燈が飛来しており、ある者が弓矢で射たところ、正体はサギであったという[6]。

ほかに龍燈の灯るとされる松や杉の伝承も日本各地に存在し、これらは龍神が寺社に神火を献じているといわれているが、更に南方熊楠は中国やインドにも同様の伝承があることを報告している。

### 日本におけるその他の伝承地
- 常宮神社 - 福井県敦賀市
- 焼火神社 - 島根県隠岐郡西ノ島町
- 木余り性翁寺 - 東京都足立区

## 解釈
柳田國男は、「龍灯」は水辺の怪火を意味する漢語で、日本において自然の発火現象を説明するために、これを龍神が特定の期日に特定の松や杉に灯火を献じるという伝説が発生したとし、その期日が多く祖霊を迎えてこれを祀り再び送り出す期日と一致することから、この伝説の起源は現世を訪れる祖霊を迎えるために、その目印として高木の梢に掲げた灯火であろうと説き、更に左義長や柱松も同じ思想を持つものと説く。
この説に反論する形で南方熊楠は、龍灯伝説の起源はインドにあり、自然の発火現象を人心を帰依せしめんとした僧侶が神秘であると説くようになって、後には人工的にこれを発生させる方法をも編みだしたが、それが海中から現れ空中に漂う怪火を龍神の灯火とする伝承があった中国に伝わって習合し、更に中国に渡った僧侶によって日本に伝来、同様の現象を説明するようになったものであるとし、また左義長や柱松は火熱の力で凶災を避けるもの、龍灯は火の光を宗教的に説明したもので、熱と光という火に期待する効用を異にした習俗であると説く。